# الشاهد (إب)

تعديل مصدري - تعديل

الشاهد محلة تابعة لقرية المجمعة، التابعة لعزلة شعب يافع بمديرية إب إحدى مديريات محافظة إب في الجمهورية اليمنية.، بلغ تعداد سكانها 176 حسب تعداد اليمن لعام 2004.